# スイート☆スマイル
「スイート☆スマイル」は、SUPER☆GiRLSの16枚目のシングル。2017年4月26日にiDOL Streetから発売された。

## 概要
ジャケットA（CD+「スイート☆スマイル」のミュージック・ビデオとメイキング収録Blu-ray Disc）、ジャケットB（CDのみ）、イベント会場/mu-moショップ限定盤（CDのみ）の3種3形態で発売。オリジナルメンバーの前島亜美が卒業後、13人体制として最初のシングルである。また、木戸口桜子にとっては本作がラストのシングルとなった。
表題曲「スイート☆スマイル」は、プロデューサー橋元恵一によると、本来「ラブサマ!!!」から続く恋愛三部作にする予定だったが、前述の前島の卒業により、急遽作詞、作詞家を変えて前島に送る曲に変えたと、2018年3月に放送された樋口竜雄との対談「@JAM THE WORLD アフタートーク」で語っている。
表題曲「スイート☆スマイル」は2017年3月26日に行われたアーバンドック ららぽーと豊洲での予約イベントで初披露された。この楽曲についてメンバーの溝手るかは「アイドルの楽曲は、たとえばサビの部分では、歌詞の意味を伝えるというよりも、あえてキャッチーな言葉や印象的なフレーズを並べ、多くの人の耳に残る楽曲が制作されることが多いと思います。その例は、スパガの楽曲にも多く見られます。でも、「スイート☆スマイル」は、これまでのシングル曲に比べ、キャッチーなというよりは、歌詞の意味をしっかり伝える楽曲になりました」と歌詞を重視した楽曲であることを語っている。なお、センターは渡邉幸愛が務めている。
「新しい朝に吹く風は」は同年4月23日に行われた「SUPER☆GiRLS LIVE TOUR 2017〜スイート☆スマイル〜」初日の広島公演で初披露された。この楽曲についてプロデューサーの橋元恵一は「今のスパガの想いをNOBE氏が歌詞にしたこの楽曲、是非一人でも多くの人に聴いてほしいです」と語っている。なお、この楽曲の振り付けはメンバーの渡邉ひかるが担当している。
ミュージック・ビデオの撮影はラウンドワンなどで行われた。ラウンドワンでは同年4月から7月の期間限定で「SUPER☆GiRLS カラオケスペシャルコラボルーム」の提供や「『SUPER☆GiRLS × ROUND1』オリジナルコラボドリンク」の販売など、キャンペーンが展開された。

### 木戸口桜子の活動休止・卒業
メンバーの木戸口桜子が、4月15日のリリースイベントを体調不良のため欠席。その後17日に、今作のリリースイベントを含め、当面の間活動を休止すると発表された。しかし、このまま復帰することなく9月30日付で卒業した。

## 収録曲
1. スイート☆スマイル [4:17]
作詞：児玉雨子 / 作曲：多田慎也 / 編曲：板垣祐介
2. 新しい朝に吹く風は [5:31]
作詞：NOBE / 作曲：藤崎高寛 / 編曲：宮井英俊
3. スイート☆スマイル（Instrumental） 
ジャケットB・Cに収録。
4. 新しい朝に吹く風は（Instrumental）
ジャケットB・Cに収録。

## 音楽配信

### 先行配信
| 配信日        | 曲名              | 配信サービス | 備考 |
| ------------- | ----------------- | ------------ | --- |
| 2017年4月19日 | スイート☆スマイル | AWA          | 4月22日、Abema FRESH!の「スイート☆スマイル」AWA独占先行配信スペシャル番組に、浅川、木戸口を除く11名が出演した。また、渡邉幸愛ボイストラックの入ったプレイリスト「スパガが選ぶ春ソング」も配信された。 |

### 本配信
どのサービスもCDシングル盤の2曲が配信されている。本作もハイレゾ音源は発売されなかった。

## イベント
| 日程          | 公演名                                                            | 会場                          | 備考 |
| ------------- | ----------------------------------------------------------------- | ----------------------------- | --- |
| 2017年3月26日 | 発売記念 予約イベント                                             | アーバンドック ららぽーと豊洲 | 各日2部公演。ミニライブ・グループ別握手会。3月26日・4月2日・8日の回は浅川が不参加。3月26日は前島が不参加。4月15日以降は木戸口が不参加。 |
| 同年4月2日    | 発売記念 予約イベント                                             | アーバンドック ららぽーと豊洲 | 各日2部公演。ミニライブ・グループ別握手会。3月26日・4月2日・8日の回は浅川が不参加。3月26日は前島が不参加。4月15日以降は木戸口が不参加。 |
| 同年4月8日    | 発売記念 予約イベント                                             | アーバンドック ららぽーと豊洲 | 各日2部公演。ミニライブ・グループ別握手会。3月26日・4月2日・8日の回は浅川が不参加。3月26日は前島が不参加。4月15日以降は木戸口が不参加。 |
| 同年4月9日    | 発売記念 予約イベント                                             | ラゾーナ川崎プラザ            | 各日2部公演。ミニライブ・グループ別握手会。3月26日・4月2日・8日の回は浅川が不参加。3月26日は前島が不参加。4月15日以降は木戸口が不参加。 |
| 同年4月15日   | 発売記念 予約イベント                                             | ダイバーシティ東京プラザ      | 各日2部公演。ミニライブ・グループ別握手会。3月26日・4月2日・8日の回は浅川が不参加。3月26日は前島が不参加。4月15日以降は木戸口が不参加。 |
| 同年4月25日   | 発売記念 リリースイベント                                         | サンシャインシティ            | 5月21日は2部公演。ミニライブ・グループ別握手会                                                                                          |
| 同年5月21日   | 発売記念 リリースイベント                                         | ラゾーナ川崎プラザ            | 5月21日は2部公演。ミニライブ・グループ別握手会                                                                                          |
| 同年4月29日   | 発売記念 3期メンバー リリースイベント                             | イオンモールナゴヤドーム前    | 石橋・尾澤・阿部・長尾が出演。ミニライブ・2ショット撮影会・グループ別握手会。                                                           |
| 同年6月10日   | 発売記念 個別握手会／個別ゲーム対決                               | サンライズビル                | 個別撮影会6部制・個別ゲーム対決7部制。mu-moショップで販売された参加券付き商品購入者対象。                                               |
| 同年6月11日   | 発売記念 個別撮影会／グループ撮影会／個別サイン会／個別ゲーム対決 | サンライズビル                | 個別撮影会4部制・グループ撮影会3部制・個別サイン会1部制・個別ゲーム対決5部制。mu-moショップで販売された参加券付き商品購入者対象。       |

※他、各イベントにおいてCD予約購入者対象の握手会も開催された。